# Лорікет тиморський
Лоріке́т тиморський (Saudareos iris) — вид папугоподібних птахів родини Psittaculidae. Мешкає в Індонезії і на Східному Тиморі.

## Опис

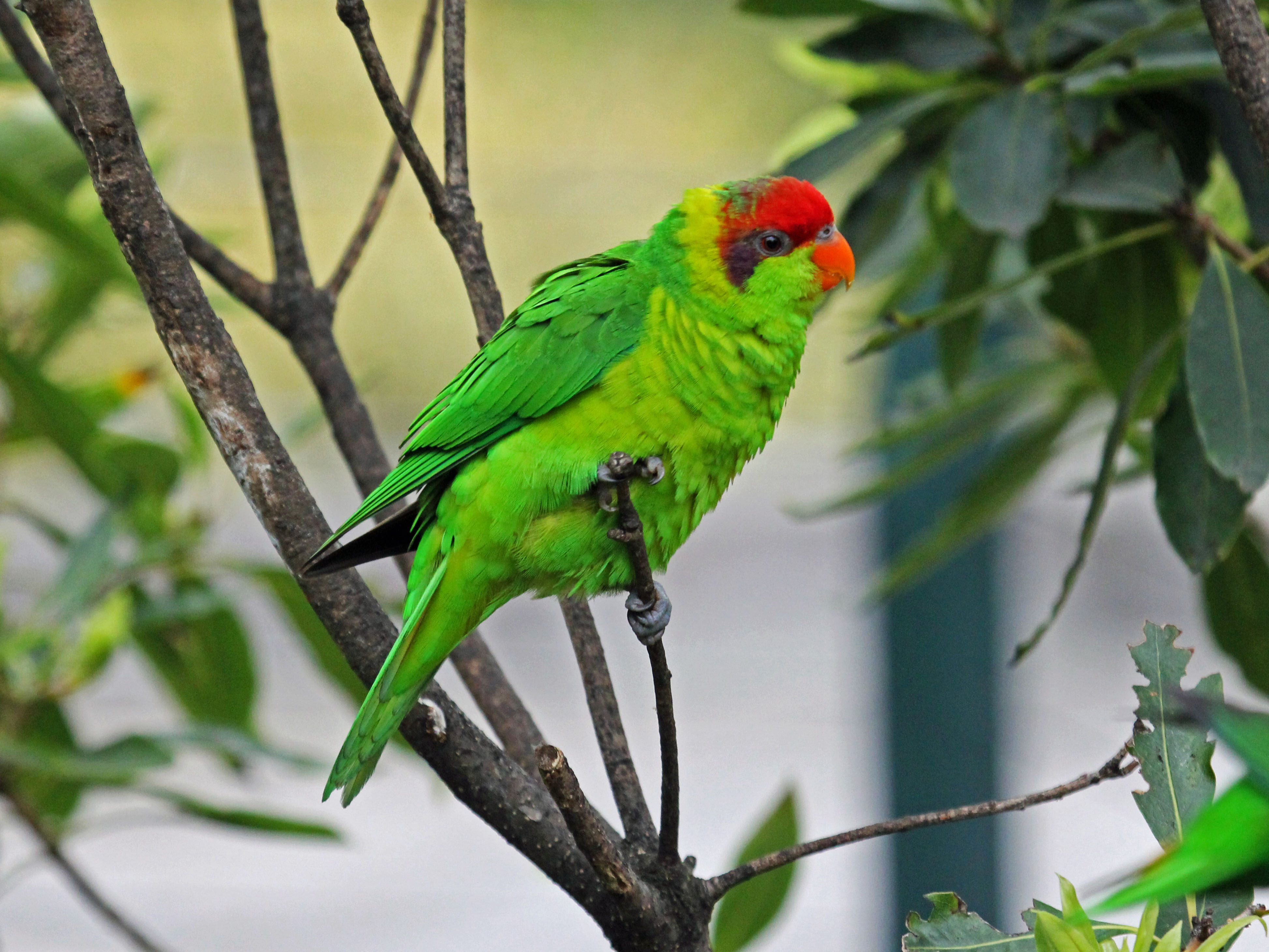
Тиморський лорікет

Довжина птаха становить 20-22 см. Верхня частина тіла яскраво-зелена, нижня частина тіла жовтувато-зелена. У самців номінативного підвиду лоб і передня частина тімені червоні, потилиця жовтувата, між тіменем і потилицею червоно-зелено-фіолетово-синя смуга. Навколо очей темно-сірі кільця, на скронях фіолетові плями, щоки жовтувато-зелені. Дзьоб оранжевий. У самиць червона пляма на тімені менша, поцяткована зеленими плямками, щоки більш жовті. Забарвлення молодих птахів подібне до забарвлення самиць, однак фіолетові плями у них менш помітні, дзьоб коричневий.

## Підвиди
Виділяють два підвиди:
- S. i. wetterensis (Hellmayr, 1912) — Ветар;
- S. i. iris (Temminck, 1835) — Тимор.

## Поширення і екологія
Тиморські лорікети мешкають на островах Тимор і Ветар. Вони живуть у вологих гірських тропічних лісах, в евкаліптових саванах, на плантаціях, в парках і садах. Зустрічаються зграйками від 4 до 10 птахів, на висоті до 1500 м над рівнем моря. Живляться нектаром, пилком, квітками, плодами і комахами. 

## Збереження
МСОП класифікує стан збереження цього виду як близький до загрозливого. За оцінками дослідників, популяція тиморських лорікетів становить приблизно 10000 птахів. Їм загрожує знищення природного середовища і вилов з метою продажу на пташиних ринках.